# Державна інспекція України з питань захисту прав споживачів
Державна інспекція України з питань захисту прав споживачів (Держспоживінспекція України) — колишній центральний орган виконавчої влади в Україні, утворений 6 квітня 2011 року. В 2014 приєднаний до новоутвореної Державної служби України з питань безпечності харчових продуктів та захисту споживачів.

## Основні функції
На Держспоживінспекцію України були покладені функції з реалізації державної політики з питань державного контролю у сфері захисту прав споживачів.

## Субординаційне підпорядкування
Діяльність інспекції спрямовувалася і координувалася Кабінетом Міністрів України через Першого віце-прем'єр-міністра України — Міністра економічного розвитку і торгівлі України.
Положення про Держспоживінспекцію було затверджене указом президента України 13 квітня 2011 року.